# Kanton Agen-3
Der Kanton Agen-3 ist seit 2015 ein französischer Wahlkreis im Arrondissement Agen, im Département Lot-et-Garonne und in der Region Nouvelle-Aquitaine. 
Der Kanton besteht aus dem südöstlichen Teil der Stadt Agen mit insgesamt 15.407 Einwohnern (Stand: 2022):